# Eophona
Genre
Le genre Eophona regroupe deux espèces d'oiseaux connus sous le nom de gros-becs et appartenant à la famille des Fringillidae.

## Liste des espèces
D'après la classification de référence du Congrès ornithologique international (ordre phylogénique) :
- Eophona migratoria Hartert, 1903 – Gros-bec migrateur
- Eophona personata (Temminck & Schlegel, 1848) – Gros-bec masqué